# Hoya griffithii
Hoya griffithii ist eine Pflanzenart der Gattung der Wachsblumen (Hoya) aus der Unterfamilie der Seidenpflanzengewächse (Asclepiadoideae). 

## Merkmale
Hoya griffithii lebt epiphytisch und hat kletternde Triebe mit einer Länge bis 1,5 m und einem Durchmesser bis etwa 4 mm. Die gestielten, relativ dünnen Blätter sind lanzettförmig bis länglich-lanzettförmig und 11 bis 14 cm lang und 2,5 bis 4,5 cm breit. Die Basis ist keilförmig, der Apex zugespitzt. Sie sitzen auf 1 bis 3 cm langen, robusten Stielen. Die Blätter sind dunkelgrün, weisen vereinzelt weißliche Flecken auf; nur die Mittelvene der Blattäderung ist gut erkennbar. Der Blütenstand ist doldenförmig und kugelig mit einem 5 bis 7 cm langen Stiel. Er hat etwa 5 bis 10 Einzelblüten. Die Kelchblätter sind länglich-eiförmig und messen 7 bis 8 × 4,5 mm. Die Blütenkrone hat einen Durchmesser von ca. 3 cm und sitzt auf einem 4 bis 4,5 cm langen Blütenstiel. Die Blüte ist weiß, leicht gelblich bis blass rosé. Außen hat sie einzelne rote Sprenkel oder ist median rosa gefärbt. Die Kronenzipfel sind breit-eiförmig, sichelförmig gekrümmt und weit ausgebreitet. Ränder und Spitze sind leicht zurückgebogen. Die Außenseite ist glatt, die Innenseite mit einem schwachen Flaum versehen. Die Nebenkronenzipfel sind ca. 5 mm lang und konkav. Der äußere Fortsatz gerundet, der innere Fortsatz zahnartig ausgezogen. Die Balgfrüchte sind spindelförmig und messen ca. 15 cm in der Länge und 1 cm im Durchmesser. Die Blüte produziert nur wenig Nektar und duftet intensiv.

## Geographische Verbreitung und Lebensraum
Die Art wurde nach Mitteilung des Erstbeschreibers zuerst vom britischen Arzt, Naturwissenschaftler und Botaniker William Griffith (1810–1845) in den Khasi-Bergen im Grenzgebiet von Bangladesch und dem nordostindischen Bundesstaat Meghalaya gesammelt. Sie wurde 1850 von Thomas Thomson und Joseph Dalton Hooker in der Nähe von Nagaon (früher Nowgong; Bundesstaat Assam) in etwa 600 bis 1200 m Höhe ü. NN (2000 bis 4000 ft.) gefunden. Die Art kommt auch in Südchina (Provinzen Guangdong, Guangxi, Guizhou, Hainan und Yunnan) vor. Sie wächst dort in dichten bis aufgelockerten tropischen Wäldern bis in eine Höhe von 800 m über NN. Die Blütezeit in Südchina ist von Juni bis August.

## Medizinische Verwendung
Die Triebe und Blätter werden in der chinesischen Medizin für die Behandlung von traumatischen Verletzungen, Knochenbrüchen, Schwellungen und auch Husten benutzt.